# Rata traginera mexicana
La rata traginera mexicana (Neotoma mexicana) és una espècie de rosegador de la família dels cricètids. Viu a El Salvador, Guatemala, Hondures, Mèxic i els Estats Units. Els seus hàbitats naturals són els afloraments rocosos, els penya-segats i els vessants rocosos. És una espècie en risc mínim, és a dir, no sembla que hi hagi cap amenaça significativa per a la seva supervivència. El seu nom específic, mexicana, significa ‘mexicana’ en llatí.